# 汉斯·卢茨
汉斯·卢茨（德語：Hans Lutz，1949年3月31日—），德国男子自行车运动员。他曾代表西德参加1972年和1976年夏季奥林匹克运动会自行车比赛，获得一枚金牌和一枚铜牌。